# 徐榛蔚
徐榛蔚（1968年10月12日—），中華民國政治人物，中國國民黨籍，現任花蓮縣縣長，曾任立法委員，丈夫為現任立法委員及前任花蓮縣縣長傅崐萁。

## 經歷
徐榛蔚出身桃園望族，其父徐振興曾任國民大會第二屆代表、全國塑膠工會理事長、桃園縣工業會理事長、桃園市信用合作社理事主席等公職。
2014年，與前夫傅崑萁同時參與2014年花蓮縣縣長選舉，落選。2015年，列入中國國民黨不分區立委名單並順利當選。2018年，參與2018年花蓮縣縣長選舉，經國民黨提名成為該黨候選人，當選為花蓮縣首位女縣長。

## 夫妻創舉
- 離婚兩日，時任縣長暨前夫傅崐萁任命徐榛蔚為副縣長[5][6]，創下地方自治史上前配偶同時擔任縣市正副首長之例[7]。
- 2014年，因傅崑萁有案在身，傅、徐兩人同時登記為花蓮縣縣長候選人[8]。
- 徐榛蔚反對中央前瞻基礎建設計畫[9]，傅崐萁則支持前瞻計畫應增加對花蓮交通的預算[10]，政治主張相異。

## 爭議

### 假離婚
- 2009年12月18日，傅崐萁夫婦以「個性不合」為由到吉安鄉戶政事務所辦理離婚登記[11]。
- 2009年12月20日，傅崐萁就職時宣布徐榛蔚出任花蓮縣副縣長[12]。
- 2009年12月22日，內政部認為透過假離婚方式任命副縣長為非法，撤銷這項任命，並移請監察院裁處罰款[13][14]。
- 2010年8月27日，花蓮地檢署依偽造文書罪嫌起訴傅崐萁和徐榛蔚[15]。
- 2011年4月29日，臺灣花蓮地方法院判決傅崐萁夫婦假離婚案有罪，依「使公務員登載不實罪」分別判處有期徒刑6月和4月，均得易科罰金。監察院則認為傅此舉已違反《公職人員利益衝突迴避法》，開罰100萬元[16]。
- 2016年，傅崐萁與徐榛蔚再度恢復法律上的婚姻關係[7]。

### 號令原住民部落青年交互蹲跳
2013年8月，以花蓮縣長夫人身份受邀參加花蓮玉里鎮安通部落慶豐年祭典，並要求在場的部落青年跳五百下交互蹲跳，以展現阿美族的體能。部落青年們第一時間有點錯愕，不願意順指揮，徐榛蔚就把麥克風遞給頭目，要求頭目來號令青年配合她的指令。這樣突如其來做的舉動，部落青年憤怒表示到底「憑什麼？」。事後，花蓮縣政府強調，徐榛蔚在第一時間就感覺不妥，所以才將麥克風還給主持人，並且在下台後，不斷向部落族人表達歉意，但明顯無法阻止事件發酵，網路上批評耍官威的罵聲不斷，此事件引發後續輿論批評，認為徐不尊重原住民。

### 夫妻檔官商勾結赴陸經商
2011年10月30日，中國大陸廣西南寧市人民政府和榮亮公司簽署合作協議，簽約的是南寧市常務副市長吳偉及當時的榮亮董事長徐榛蔚，見證者還有其夫、花蓮縣長傅崐萁。2016年10月25日，傅崐萁、徐榛蔚等同一考察團則在雲南省昆明市，同樣和昆明市人民政府簽約。雖然兩地地理位置、人口結構、經濟規模均不同，但榮亮公司在兩地規劃投資的金額和預期效益，數字卻一模一樣。後來公司名義人雖更換為鮑廣廷，徐榛蔚依舊頂著榮亮董事長頭銜在中國大陸走跳、做生意。

### 家族企業榮亮公司捲入理想大地弊案
「理想大地渡假村」董事長梁清政委由律師具狀控告傅崐萁和花蓮縣政府秘書長顏新章涉犯「貪污治罪條例」中的藉勢或藉端勒索財物罪。當初訴狀指出，2010年間他為解決債務，想出售家族企業名下之土地（理想大地隔壁，壽豐鄉萬壽段66筆土地，共62.86公頃，相當於19萬150坪），2010年11月傅崐萁邀梁清政到花蓮縣政府台北聯絡處（當時也是徐榛蔚家族企業榮亮公司登記地址），溝通此塊土地交易。梁基於土地開發需經縣政府核准許多項目，最終答應傅要求，以低於市價的10億5,500萬元出售。梁清政控訴，傅崐萁邀他於2010年12月22日到花蓮縣政府，由傅提出簽約提議，售價10億5,500萬元、買方為徐榛蔚擔任董事長的榮亮公司。
民進黨籍立法委員段宜康於2017年3月2日質詢法務部長及廉政署長時時，也就此提出質疑，點出縣長夫人的公司賺買賣土地價差並不合宜，並指出花蓮地檢署在結案前1個月、7月22日傳喚前榮亮公司負責人徐榛蔚，但徐榛蔚請假。在她請假之後，地檢署沒有再傳喚過，案子就結了。。
此案原遭檢察官不起訴，經再議程序後，高檢署發回地檢署續查，2017年10月6日花蓮地檢署查出傅崐萁先向理想大地購地後再轉賣，一夜進帳新台幣1億6,671萬元，逃漏稅金額達9,000多萬元，依偽證及違反稅捐稽徵法將傅崐萁起訴。

### 議員質疑涉及洗錢
花蓮縣議員劉曉玫，在議會縣政總質詢時，秀出一張有立委徐榛蔚印章背書的支票，質疑榮亮公司收到台幣1.7億元的現金後，在2011年3月31日立刻以1億的支票，向傅崑萁父親傅兆林購買「九五至尊」大樓，另一筆則是台北市仁愛路的房子，九五至尊大樓產權移轉後，榮亮公司成為起造人；但不久又將「九五至尊」大樓賣給傅兆林，錢有付給榮亮公司嗎？劉認為「沒有」，反而是錢依然在傅兆林手中，九五至尊大樓也順利重新回到傅兆林名下；因此榮亮公司順利把錢移轉到傅氏家族名下成功洗錢。

### 縣府發放地震慰問金，獨留徐榛蔚在場
2018年花蓮地震，花蓮縣長傅崐萁在縣府大禮堂發放災民20萬元慰問金，有民眾說，現場不開放給媒體採訪也不讓民意代表進入會場，唯獨立委徐榛蔚可以進入會場跟縣長站在一起發放慰問金；有民眾質疑，立委徐榛蔚也是民代，只有她可以進入會場跟縣長站在一起發放慰問金，「真的太離譜！」。對此，縣府現場回覆質疑民眾表示，「立委徐榛蔚是去縣長室洽公。」因此讓徐進入會場。

### 丈夫主政花蓮縣
徐榛蔚未在花蓮縣政府任職，花蓮縣政府的組織規定也沒有縣長夫人這個職位，她擔任立法委員也與花蓮縣政府業務沒有直接關聯，但丈夫傅崐萁主政的花蓮縣政府卻屢屢透過徐榛蔚的「縣長夫人」身分，為實際上是不分區立法委員的徐榛蔚博取版面，引發諸多質疑。例如：
- 2017年縣府編列351萬元出版《縣政報導》，但版面只有立法委員徐榛蔚，卻沒有一併報導其他花蓮的立法委員，議員批評是明目張膽為她參選縣長鋪路、公器私用[27]；花蓮縣政府行政暨研考處則回應，報導是以縣長夫人身分而來，不是因為她的立委身分。[28]

- 2018年花蓮地震，傅崐萁在縣府大禮堂以縣長身分發放慰問金，他的妻子徐榛蔚（立法委員）站在縣長身旁連袂發放慰問金。[29][26]此舉引來假公濟私的批評，說傅崐萁拿公款善款做公關、替妻子助選造勢[30]。幾日後，對於記者就此事件的後續詢問，花蓮縣政府及傅、徐兩人都表示不回應[31][32]。

- 2018年縣府出版的農民曆，以斗大的夫妻合照為封面，內文版面也有徐榛蔚身影[33]。

- 2018年4月30日，縣府舉辦震後感恩餐會，花了200多萬元公帑、席開300桌，但只安排立法委員徐榛蔚（當時已被中國國民黨提名為下屆縣長候選人）出席，其他民意代表未獲通知，遭議員質疑是挪用善款替選舉造勢，花蓮縣政府則澄清，活動是為了向民間各界致意，因此未通知任何民代，徐榛蔚則是以「縣長夫人」身分出席[34]議員則拿出照片指當天舞台正前方的主桌來賓名牌，指出名牌清楚寫著「立委徐榛蔚」，而非「縣長夫人」。[35]

- 2018年8月間，花蓮縣政府寄送包裹給震災捐款人，所附的更生日報是縣府出版2到5月的《縣政報導》，總共有16個版面，主要都是縣長傅崑萁及徐榛蔚在2018年花蓮地震期間的新聞及救災實錄，引起網友熱議[36][37][38] [39]

### 參與祭典疑似遲到2小時又趕人
2022年8月14日，徐榛蔚年底縣市長選舉的對手民主進步黨參選人谷辣斯·尤達卡在Facebook爆料，她在花蓮縣玉里鎮參加豐年祭，結果徐榛蔚不僅遲到2小時才進場，在進場前甚至要求谷辣斯先離開。事後部落族人聽到這個要求都很不滿，認為不應該請原本的客人離開，所以不願意與徐榛蔚共舞，領唱者更是直接丟下麥克風拒絕進行，儀式也提早結束。

## 選舉紀錄
| 年度 | 選舉屆數               | 選舉區                                 | 所屬政黨   | 得票數    | 得票率 | 當選標記 | 備註 |
| ---- | ---------------------- | -------------------------------------- | ---------- | --------- | ------ | -------- | ---- |
| 2014 | 第十七屆花蓮縣縣長選舉 | 花蓮縣                                 | 無黨籍     | 5,436     | 3.45%  |          |      |
| 2016 | 第九屆立法委員選舉     | 全國不分區及僑居國外國民立法委員選舉區 | 中國國民黨 | 3,280,949 | 26.91% |          |      |
| 2018 | 第十八屆花蓮縣縣長選舉 | 花蓮縣                                 | 中國國民黨 | 121,297   | 71.52% |          |      |
| 2022 | 第十九屆花蓮縣縣長選舉 | 花蓮縣                                 | 中國國民黨 | 96,645    | 64.73% |          |      |

## 外部連結
- 徐榛蔚的Facebook專頁
- YouTube上的徐榛蔚頻道
- YouTube上的蔚您發聲頻道
- 立法院－徐榛蔚委員簡介 （页面存档备份，存于）

| 中華民國政府職務                   | 中華民國政府職務                           | 中華民國政府職務 |
| ---------------------------------- | ------------------------------------------ | ---------------- |
| 花蓮縣政府                         |                                            |                  |
| 前任： 蔡碧仲（代理） 正任：傅崐萁 | 花蓮縣縣長 第十八、十九屆 2018年12月25日－ | 現任             |